# Radu Voina
Radu Voina (n. 29 iulie 1950, Șaeș, România) este un fost handbalist român, care a făcut parte din lotul echipei naționale de handbal a României, medaliată cu argint olimpic la Montreal 1976 și cu bronz olimpic la München 1972 și Moscova 1980. Ca antrenor, a obținut medalia de bronz la Los Angeles 1984.
În 1974 a făcut parte din echipa care a cucerit medalia de aur la Campionatul Mondial desfășurat în RDG.

## Carieră
Căsătorit cu Carmelita Voina. Cei doi au împreună doi copii, pe Bianca și Bogdan Voina.
Format la juniori de profesorii Lucian Albu și Buiuc, la clubul Voința Sighișoara. A început activitatea de performanță sub îndrumarea prof. Eugen Trofin, la Universitatea București.
Activitate ca jucători la nivel de juniori sub culorile echipei Voința Sighișoara, iar la nivel de seniori la Universitatea București (1969/70 - 1972/73) și la CSA Steaua București (1973/74 - 1980/81). Maestru al sportului din 1971 - pentru merite sportive la Universitatea București. Maestru emerit al sportului din 1974 - pentru performanțe realizate în cadrul clubului militar.
Antrenor emerit din 1992. A antrenat echipe din România - CSA Steaua București (1981/82 - 1990/91) și Franța - RC Strasbourg (1991 - 1995) și HC Selestat (1995 - 2000).
A antrenat echipa națională masculină a României, în perioada 2001 - 2004. A mai activat ca antrenor secund la lotul național de seniori în anii 1983 și 1984.
În timpul activității ca jucător la CSA Steaua București, a câștigat două medalii olimpice (argint la Montreal 1976 și bronz la Moscova 1980). A participat la trei ediții ale Campionatului Mondial (1974 - locul 1, 1978 - locul 7, 1982 - locul 5), la două ediții ale Campionatului Mondial Universitar (două titluri de campion, în 1975 și 1977). Medaliat cu argint la ediția din 1979 a SuperCupei Campionilor Olimpici și Mondiali. Participant la patru ediții ale Cupei Campionilor Europeni (1974/75 - locul 3-4, 1976/77 - locul 1, 1980/81 și 1982/83 - eliminare în optimi de finală). A participat la două ediții ale Spartachiadei militare de vară (1977 și 1981 - locul 5), medaliat cu aur la Jocurile Balcanice din 1981. Șapte titluri de campion național (1973/74 - 1976/77, 1978/79 - 1980/81) și o Cupă a României (1980/81).

### Antrenor la handbal masculin
Ca antrenor, a condus ca secund lotul național de seniori, cu care a câștigat medalia de bronz la Jocurile Olimpice de la Los Angeles 1984 și aurul la ediția din 1983 a Jocurilor Balcanice. În calitate de antrenor principal, a condus CSA Steaua București la șapte ediții ale Cupei Campionilor Europeni (1982/83 - eliminare în optimi de finală, 1984/85 și 1985/86 - locul 3-4, 1987/88 - locul 5-8, 1988/89 - locul 2, 1989/90 - eliminare în optimi de finală, 1990/91 - locul 5-8. A câștigat argintul la ediția din 1985 (desfășurată în anul următor) a Spartachiadei Militare de vară. Opt titluri de campion național al României (1981/82 - 1984/85, 1986/87 - 1989/90) și o Cupă a României (1989/90).
Dintre handbaliștii pe care i-a pregătit și în calitate de antrenor la lotul național de seniori s-au evidențiat pe plan internațional Dumitru Berbece, Marian Dumitru, Nicolae Munteanu, Vasile Stângă , Adrian Simion- medaliați cu bronz la Los Angeles 1984 și cu aur la SuperCupa Campionilor Olimpici și Mondiali din 1983, 
Dintre sportivii pe care i-a pregătit la nivelul clubului s-au evidențiat pe plan internațional Dumitru Berbece, Paul Cicu, Marian Dumitru, Adrian Ghimeș - medaliați cu bronz la ediția din 1990 a Campionatului Mondial, Dumitru Berbece, Paul Cicu, Marian Dumitru, Adrian Ghimeș, Constantin Petre, Adrian Simion, Vasile Stângă, Tudor Vasile - medaliați cu aur și argint la Campionatele Mondiale Universitare, precum și componenții echipei medaliate cu argint la ediția 1988/89 a Cupei Campionilor Europeni.
În februarie 2008 a început să comenteze la Eurosport.

### Antrenor la handbal feminin
A fost antrenorul echipei naționale feminine de handbal a României, funcție pe care a ocupat-o din octombrie 2008. Din februarie 2009 până în mai 2010, și din nou din martie 2011 a fost și antrenor la Oltchim Râmnicu-Vâlcea, cu care, în premieră, a ajuns în finala Ligii Campionilor.

## Distincții
- Ordinul „Meritul Sportiv” clasa I (29 martie 1974) „pentru comportarea remarcabilă și ocuparea locului I la Campionatul mondial de handbal masculin – ediția 1974 –, precum și pentru contribuția deosebită adusă la dezvoltarea acestui sport și la creșterea prestigiului sportului românesc pe plan internațional”[3]
- Ordinul „Meritul Sportiv” clasa a II-a (18 august 1976) „pentru rezultatele deosebite obținute la Jocurile olimpice de vară de la Montreal – 1976, precum și pentru contribuția adusă la dezvoltarea activității sportive și la creșterea prestigiului sportului românesc pe plan internațional”[4]
- Ordinul „Meritul Sportiv” clasa a III-a (15 aprilie 1981) „pentru rezultatele deosebite obținute la Jocurile olimpice de vară de la Moscova — 1980, precum și pentru contribuția adusă la dezvoltarea activității sportive și la creșterea prestigiului sportului românesc pe plan internațional”[5]
- Ordinul „Meritul Sportiv” clasa a II-a (2009)[6]

În 1997, Radu Voina a fost declarat „Cetățean de onoare al orașului Sighișoara”. Sala polivalentă din Sighișoara este numită in cinstea lui.